# Elektrownia (Bledzew)
Elektrownia (deutsch Obrakraftwerk, übersetzt Kraftwerk) ist ein Weiler mit vier Einwohnern im Powiat Międzyrzecki der Woiwodschaft Lebus in Polen. Es gehört zum Schulzenamt und Hauptort Bledzew (Blesen) der gleichnamigen Landgemeinde. Die 4830 Einwohner der Gemeinde verteilen sich auf 12 Schulzenämter (sołectwa) und 25 Ortschaften.

## Geographische Lage
Elektrownia liegt 1500 Meter östlich der ehemaligen Stadt Bledzew und etwa 100 Meter nördlich der Staumauer des Sees Zalew Bledzewski, zu dem die Obra, ein Nebenfluss der Warthe, aufgestaut wird.

## Geschichte

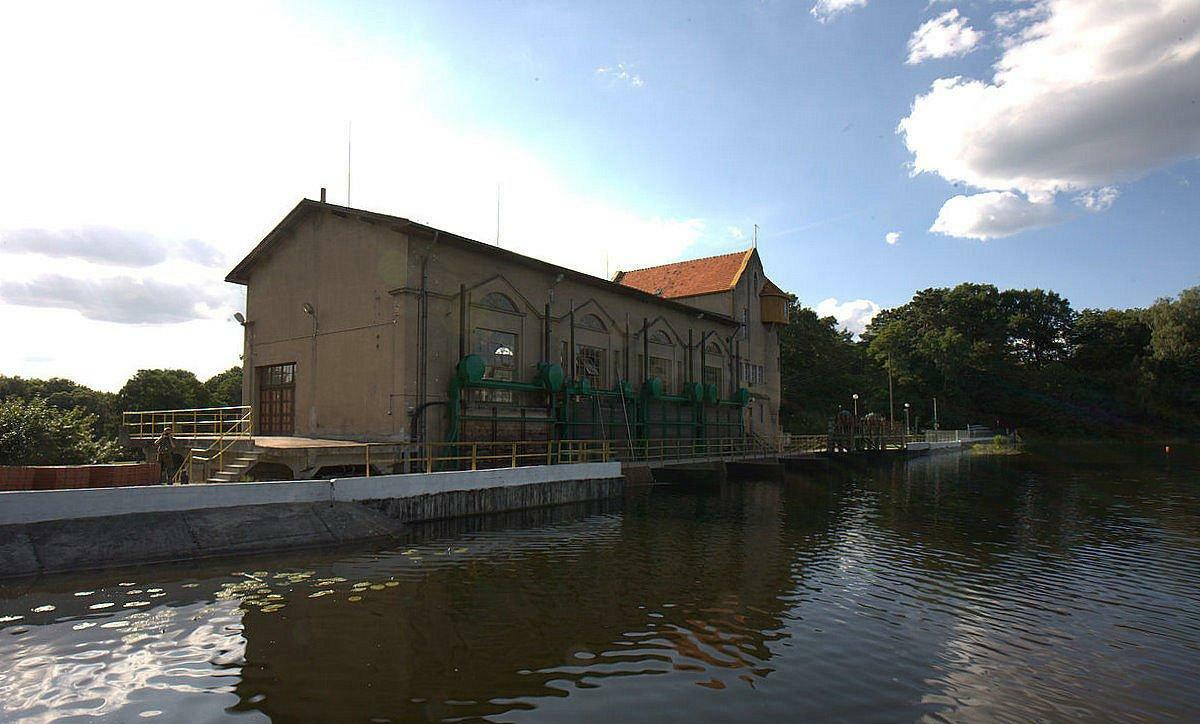
Das Kraftwerk, der Ort Elektrownia liegt rechts hinter den Bäumen

Die Staumauer und das Laufwasserkraftwerk wurden in den Jahren 1906 bis 1910 von der Überlandzentrale Birnbaum-Meseritz-Schwerin a.W. e.G.m.b.H. errichtet, die auf Initiative der Kreise Birnbaum (Międzychód), Meseritz (Międzyrzecz) und Schwerin a./Warthe (Skwierzyna) gegründet wurde. Ende 1910 wurden die ersten beiden Turbinen in Betrieb genommen. Die offizielle Eröffnung und Inbetriebnahme der Gesamtanlage mit drei Turbinen erfolgte am 15. Mai 1911.
In der Generatorhalle wurde seit den 1980er Jahren eine Ausstellung angelegt, die neben ersetzter alter Armaturen, sowie Steuer- und Messgeräten auch Gegenstände aus anderen modernisierten Wasserkraftwerken umfasst. Im ersten Stock befinden sich ein Kontrollraum und eine Mittelspannungsschaltanlage mit originalen deutschen und schweizerischen Geräten. Das Kraftwerk Bledzew ist eins der ältesten aktiven Wasserkraftwerke des Landes. Es produziert jährlich etwa dreitausend MWh Strom, bei einer Leistung von 1,5 Megawatt. Durch vollständige Automatisierung wird die Anlage von einem Mitarbeiter überwacht, zuvor waren es sechs.

## Tourismus
Der Zalew Bledzewski ist über sieben Kilometer lang und bis zu 500 Meter breit. Die Wasserfläche beträgt 130 Hektar, bei einer durchschnittlichen Tiefe von zwei Metern. Der See gilt als Paradies für Angler. Es gibt dort viele Fischarten, unter anderem Zander, Hecht und Karpfen. Stausee und Obra werden mit Kajaks befahren. Die Wassersportler müssen ihr Gerät um die Staumauer herum tragen. Das Kraftwerk und die zusätzliche Ausstellung können von Gruppen besucht werden. In Zukunft soll dort ein technisches Museum eingerichtet werden.
In Elektrownia befinden sich ein Ferienzentrum des Energieversorgers Enea S.A. sowie Ferienhäuser. Jenseits des Kraftwerks gibt es Unterkünfte des Agrotourismus.